# Cabezas del Villar
Cabezas del Villar es un municipio y localidad española perteneciente a la provincia de Ávila, en la comunidad autónoma de Castilla y León. En 2024 contaba con una población de 224 habitantes.

## Geografía

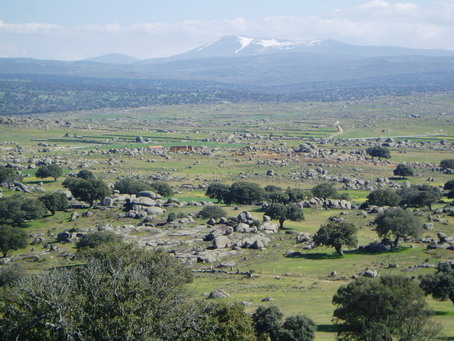
Entorno del municipio; en la lejanía, la Serrota
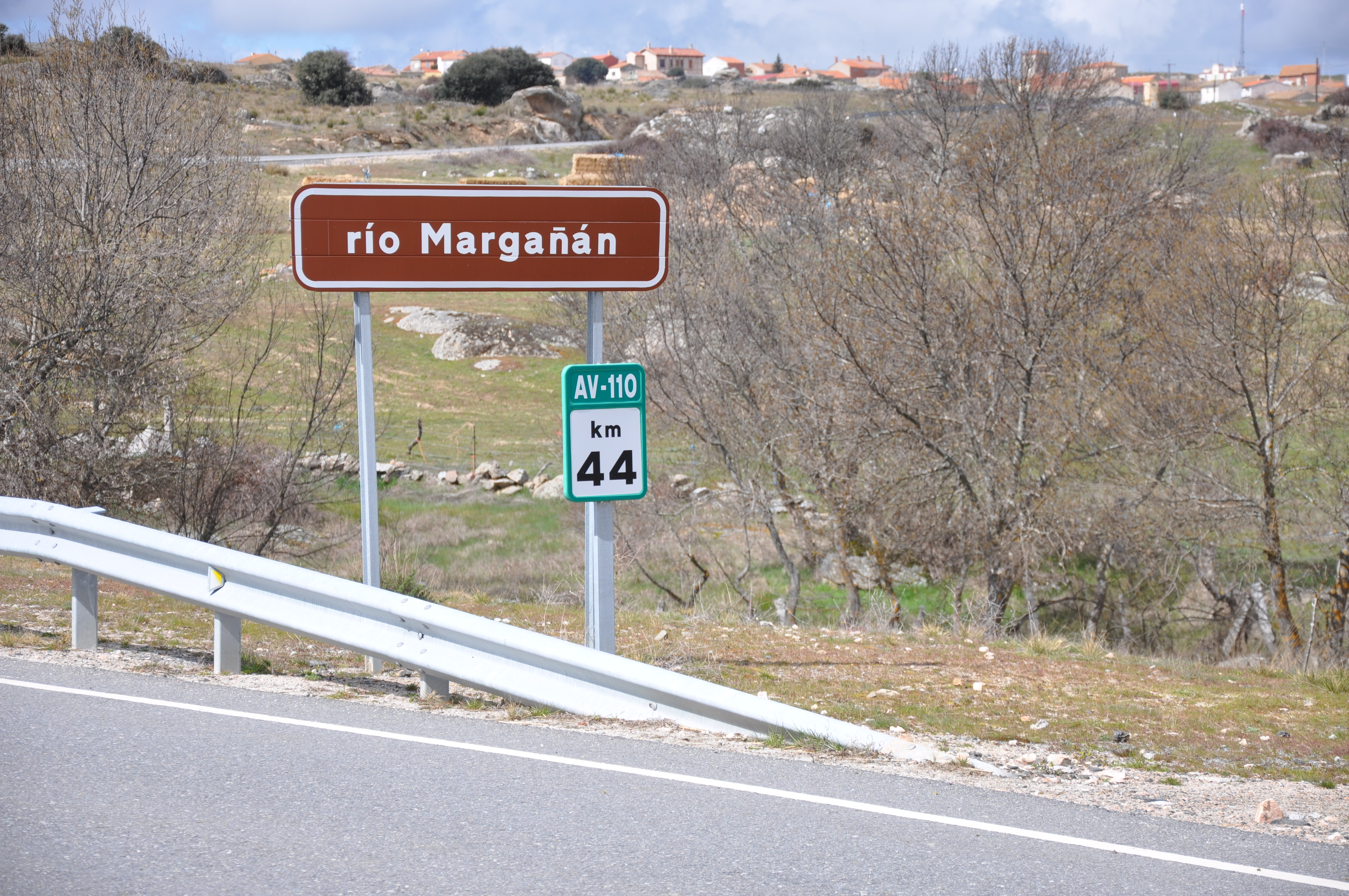
El río Margañán bajo la carretera AV-110 y Cabezas del Villar
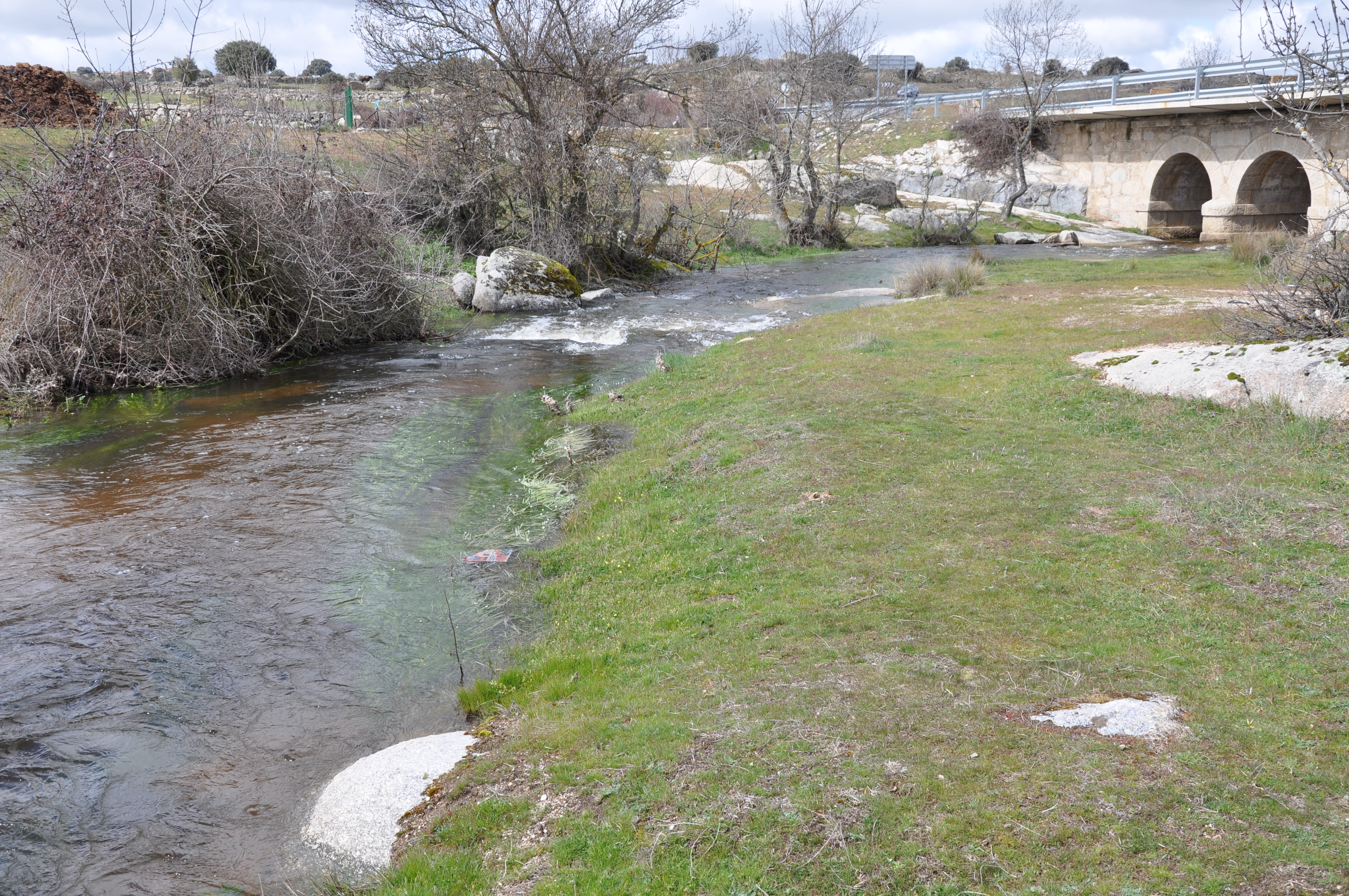
Río Margañán
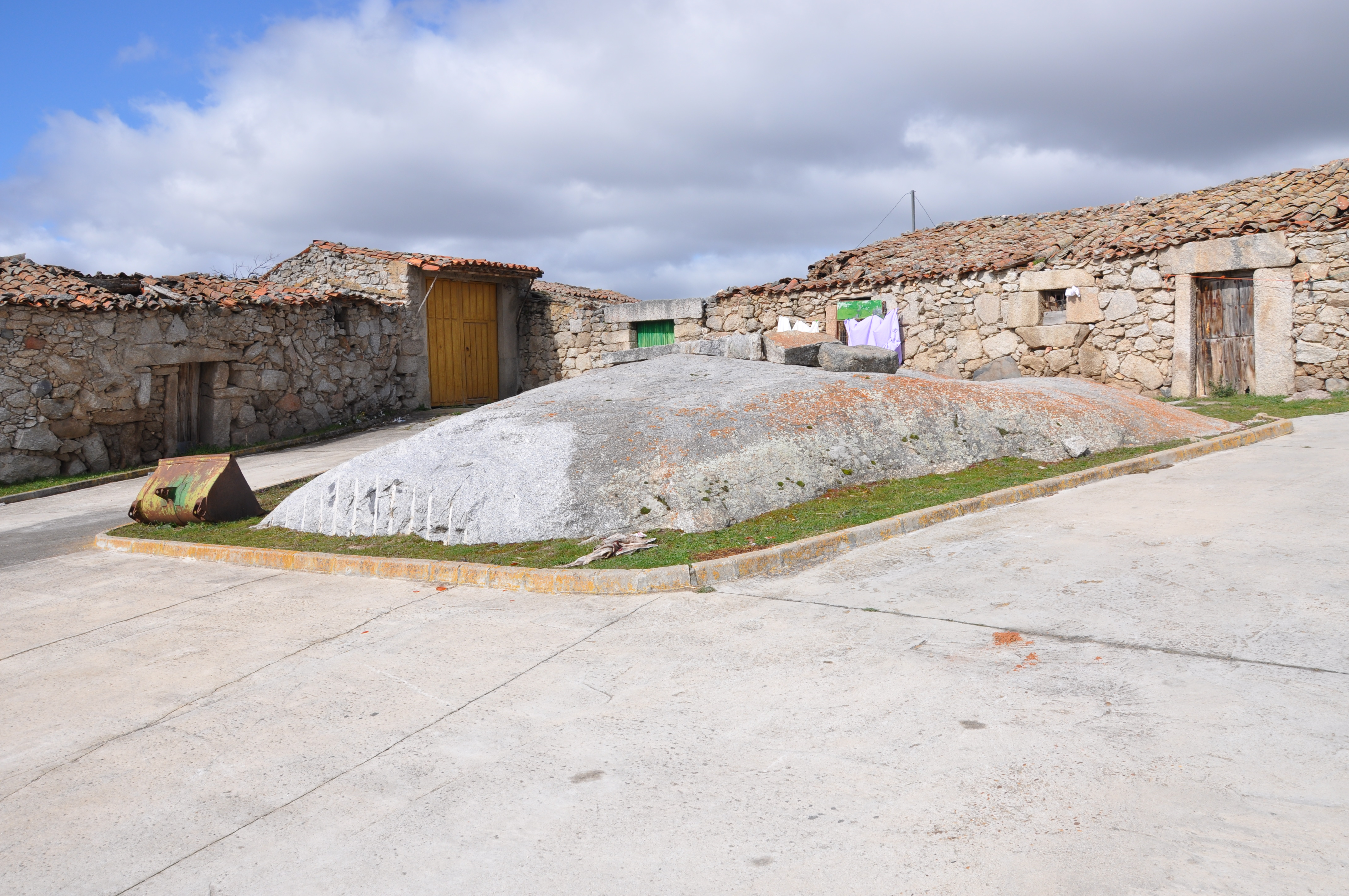
Lanchares de granito

La localidad capital del municipio está situada a una altitud de 1048 m s. n. m. Por la localidad discurre el río Margañán.
| Noroeste: Alaraz (Salamanca)                 | Norte: Malpartida (Salamanca) y Salmoral (Salamanca) | Noreste: Mancera de Arriba                          |
| Oeste: San Miguel de Serrezuela              |                                                      | Este: Gallegos de Sobrinos y San García de Ingelmos |
| Suroeste: Pascualcobo y Bonilla de la Sierra | Sur: Villanueva del Campillo                         | Sureste: Hurtumpascual y Vadillo de la Sierra       |

## Demografía
Cabezas del VIllar cuenta con una población de 224 habitantes (INE 2024).
| Gráfica de evolución demográfica de Cabezas del VIllar entre 1842 y 2021                                              |
| |
| Población de derecho según los censos de población del INE. Población de hecho según los censos de población del INE. |

## Patrimonio
- Iglesia parroquial de San Juan Bautista, declarada bien de interés cultural.
- Castillo de Zurraquín